# Graham Hutchings
Graham John Hutchings, né le 3 février 1951 est un chimiste britannique, professeur de recherche à l'Université de Cardiff .

## Biographie
Il obtient son BSc en 1972 à l'University College de Londres, un doctorat de l'University College en 1975 en chimie biologique et un DSc de l'Université de Londres en 2002 pour ses travaux sur la catalyse hétérogène.
Au cours de sa carrière scientifique, il est directeur scientifique (1975-1979) et directeur de la recherche et de la production (1979-1981) chez ICI Petrochemicals et directeur scientifique chez AE & CI (African Explosives and Chemical Industries), Modderfontein, Afrique du Sud (1981-1984). Il est ensuite tour à tour chargé de cours, maître de conférences et professeur au Département de chimie de l'Université du Witwatersrand (1984-1987), puis directeur adjoint (1984-1994) et professeur et directeur adjoint (1994-1997) au Leverhulme Center for Catalyse innovante, Université de Liverpool .
Il est ensuite professeur de chimie physique à l'Université de Cardiff (1997) et directeur de l'école de chimie (1997-2006) et professeur de chimie physique et directeur du Cardiff Catalysis Institute (2008-2019) .
De 2010 à 2013, il est président de SCORE (Science Community Representing Education)  Directeur du UK Catalysis Hub, 2012-2017 et 2018-2019, et président de la division Faraday du RSC 2012-2015. En 2016, Hutchings est le premier professeur Regius de chimie de l'Université sur la chaire nouvellement fondée à Cardiff .
Il reçoit le Prix Surfaces et Interfaces en 2009  et devient membre de la Royal Society . En 2013, il reçoit la Médaille Davy de la Royal Society "pour la découverte de la catalyse par l'or et pour ses contributions fondamentales à ce nouveau domaine de la chimie" , le Prix ENI en 2017 pour les solutions environnementales avancées, le Prix Faraday Lectureship en 2018, de la Royal Society of Chemistry 
ainsi que l'Ordre de l'Empire britannique dans les honneurs 2018 de l'anniversaire de la reine .